# 朗派恩 (內布拉斯加州)
朗派恩（英語：Long Pine）是位於美國內布拉斯加州布朗縣的城市。

## 人口
根據2020年美國人口普查的數據，朗派恩的面積為1.50平方千米，皆為陸地。當地共有人口305人，而人口密度為每平方千米203人。